# Mikrovilli

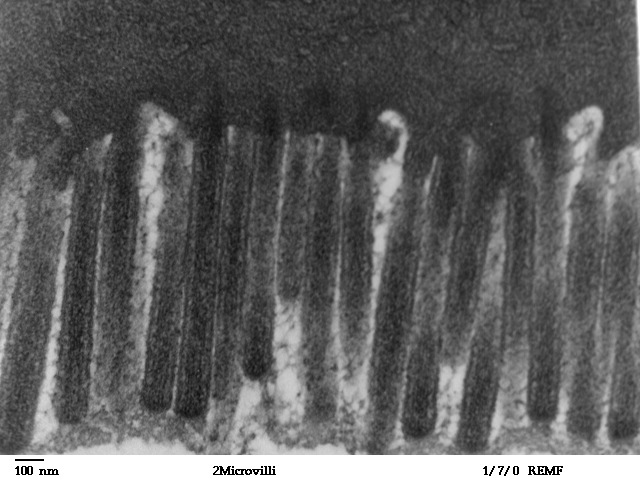
Mikrovilli

Mikrovilli (Einzahl: Mikrovillus, von lateinisch villus ‚Zotte‘) sind fadenförmige Zellfortsätze, die zur Oberflächenvergrößerung von Zellen und der Verbesserung des Stoffaustausches dienen. Mikrovilli sind hauptsächlich in (tierischen) Epithelzellen (z. B. im Darm, Niere, Geschmacksknospen, Gebärmutter, Eizellen) vorhanden und formen den für diese Epithelien typischen Bürstensaum.

## Allgemeine Eigenschaften
Mikrovilli befinden sich auf der der Basalmembran abgewandten (apikalen) Seite der Epithelzelle. Diese fingerförmigen, bürstenartigen Ausstülpungen besitzen einen verringerten Diffusionswiderstand für kleine Moleküle und sind daher in ihrer Struktur äußerst gut für die Aufnahme und Abgabe von Stoffen geeignet. Diese werden entlang der stabilisierenden Aktinfilamente transportiert, die von der Spitze der Mikrovilli bis zu deren Ansatz verlaufen. Der Transport wird zudem durch gemeinsame rhythmische Kontraktionen bzw. Pumpvorgänge unterstützt.

## Struktur
Die fingerförmigen Mikrovilli sind ca. 0,1 µm dick und je nach Zellart bis zu 2 µm lang. Jeder Mikrovillus enthält ein zentrales Bündel aus Aktinfilamenten. Sie werden untereinander durch die Proteine Fimbrin und Fascin in ihrer Form zusammengehalten. Zur seitlichen Oberfläche wird das Aktinbündel durch Myosin-I und zum Zytoskelett nach basal durch Spektrin verbunden. Jeder Mikrovillus trägt am apikalen Ende eine amorphe Kappenregion.
Die Mikrovilli werden von einer Schicht aus Proteinen, Glykoproteinen und Zuckerresten überzogen, die Glykokalix genannt wird. Antigeneigenschaften werden durch sie determiniert. Außerdem spielt die Glykokalix bei Zellerkennungs- und Adhäsionsmechanismen eine Rolle.